# Departamento de Matam
Matam es un departamento de la región de Matam en Senegal, con una población censada en noviembre de 2013 de 272 621 habitantes.
Se encuentra ubicado al noreste del país, cerca de la frontera con Mauritania.